# Kirchhoffsche Regeln
Die Kirchhoffschen Regeln werden im Rahmen der elektrischen Schaltungstechnik bei der Netzwerkanalyse verwendet. Sie unterteilen sich in zwei grundlegende und zusammenhängende Sätze, den Knotenpunktsatz und den Maschensatz, und beschreiben jeweils den Zusammenhang zwischen mehreren elektrischen Strömen und zwischen mehreren elektrischen Spannungen in elektrischen Netzwerken. Sie wurden 1845 von Gustav Robert Kirchhoff formuliert, nachdem sie bereits 1833 von Carl Friedrich Gauß entdeckt worden waren.

## Der Knotenpunktsatz (Knotenregel) – 1. Kirchhoffsches Gesetz
In einem Knotenpunkt eines elektrischen Netzwerkes ist die Summe der zufließenden Ströme gleich der Summe der abfließenden Ströme.
Bepfeilt man alle anliegenden Zweigströme so, dass alle zugehörigen Zählpfeile zum Knoten hin oder alle zugehörigen Pfeile vom Knoten weg zeigen, so kann man den Knotenpunktsatz für einen Knoten mit {\displaystyle n} Zweigströmen folgendermaßen aufschreiben:
{\displaystyle \sum _{k=1}^{n}{I}_{k}=0}
Diese Regel gilt zunächst für Gleichstromnetzwerke.
Für Wechselstromnetzwerke gilt sie unter der Bedingung, dass man nur konzentrierte Bauelemente verwendet und somit beispielsweise Ladungsspeicherungseffekte in den Knoten und Leitungen aufgrund der dort vorhandenen Kapazitäten ausbleiben.
Anstelle der Zeitwerte kann man auch die Zeigerdarstellungen der Ströme betrachten:
{\displaystyle \sum _{k=1}^{n}{\underline {I}}_{k}=0}
Für ein Netzwerk mit {\displaystyle m} Knoten lassen sich {\displaystyle m-1} linear unabhängige Knotengleichungen aufstellen.

### Erweiterung
Sofern man von konzentrierten Bauelementen ausgeht, gilt die Knotenregel nicht nur für einzelne Knoten, sondern auch für ganze Schaltungen. Allerdings wird davon ausgegangen, dass der Knoten elektrisch neutral bleibt. Möchte man z. B. nur eine Kondensatorplatte betrachten (und nicht den ganzen Kondensator), ist diese Forderung nicht mehr erfüllt. Man müsste die Betrachtung in diesem Fall um den Verschiebungsstrom, der zwischen den Kondensatorplatten fließt, erweitern. Zur Beschreibung dieser nicht mehr quellenfreien Felder muss das ampèresche Gesetz benutzt werden.

### Beispiel eines Knotens

Stromknoten mit zu- und abfließenden Strömen

Wie auf dem Bild zu erkennen ist, fließen die Ströme {\displaystyle I_{1}} und {\displaystyle I_{3}} in den Knoten hinein und die Ströme {\displaystyle I_{2}}, {\displaystyle I_{4}} und {\displaystyle I_{5}} aus dem Knoten heraus. Nach der Knotenregel ergibt sich folgende Formel:
{\displaystyle I_{1}+I_{3}-I_{2}-I_{4}-I_{5}=0}
oder umgeformt:
{\displaystyle I_{1}+I_{3}=I_{2}+I_{4}+I_{5}}

### Beispiel eines Netzwerkknotens

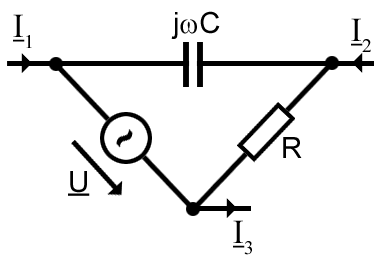
Netzwerk mit zu- und abfließenden Strömen

Auch ganze Netzwerke können als Knoten angesehen werden. Im Beispiel fließen die Wechselströme {\displaystyle {\underline {I}}_{1}} und {\displaystyle {\underline {I}}_{2}} in den Knoten hinein und der Strom {\displaystyle {\underline {I}}_{3}} aus dem Knoten heraus.
Es gilt also:
{\displaystyle {\underline {I}}_{1}+{\underline {I}}_{2}-{\underline {I}}_{3}=0}
Sind für die zufließenden Ströme folgende komplexe Effektivwerte gegeben (mit der in der Elektrotechnik üblichen imaginären Einheit {\displaystyle \mathrm {j} }):
{\displaystyle {\underline {I}}_{1}=\mathrm {3\,A\cdot e^{j\cdot 15^{\circ }}} }
{\displaystyle {\underline {I}}_{2}=\mathrm {1\,A\cdot e^{-j\cdot 35^{\circ }}} }
So ergibt sich für den abfließenden Strom aus der Knotenregel:
{\displaystyle {\underline {I}}_{3}={\underline {I}}_{1}+{\underline {I}}_{2}=\mathrm {3\,A\cdot e^{j\cdot 15^{\circ }}+1\,A\cdot e^{-j\cdot 35^{\circ }}\approx 3{,}73\,A\cdot e^{j\cdot 3{,}12^{\circ }}} }

## Der Maschensatz (Maschenregel) – 2. Kirchhoffsches Gesetz

Beispiel für die Anwendung des Maschensatzes: Die Teilspannungen U_{1} bis U_{5} addieren sich zu null. Die in der Darstellung verwendeten Spannungspfeile legen die Zählrichtung für das Vorzeichen fest.

Alle Teilspannungen eines Umlaufs bzw. einer Masche in einem elektrischen Netzwerk addieren sich zu null. Die Richtung des Umlaufes kann beliebig gewählt werden; sie legt dann aber die Vorzeichen der Teilspannungen fest. Soweit Zählpfeile entgegen der Umlaufrichtung zeigen, sind die Spannungen mit umgekehrten Vorzeichen einzusetzen.
In einem Umlauf mit {\displaystyle n} Teilspannungen eines elektrischen Netzes gilt folgende Formel:
{\displaystyle \sum _{k=1}^{n}U_{k}=0}
Auch diese Regel gilt für beliebig zeitlich abhängige Ströme und für Netzwerke mit nichtlinearen Bauelementen.
In Wechselstromnetzwerken kann die Summe der komplexen Effektivwerte oder komplexen Amplituden der Spannung betrachtet werden:
{\displaystyle \sum _{k=1}^{n}{\underline {U}}_{k}=0}
Die Maschengleichung gilt in diesem Fall jedoch nur für die Klemmenspannungen. Diese entspricht nicht der elektrischen Feldstärke in den Bauelementen selbst (beispielsweise innerhalb des Spulendrahtes).
Ein Netzwerk mit {\displaystyle z} Zweigen und {\displaystyle m} unabhängigen Knotengleichungen hat {\displaystyle z-m} unabhängige Maschengleichungen.

## Hintergrund

Ein einfacher Stromkreis

Beide kirchhoffschen Regeln sind Schlussfolgerungen aus physikalischen Erhaltungssätzen, der 1. und 3. maxwellschen Gleichung:
- Die Knotenpunktregel beschreibt die Erhaltung der elektrischen Ladung und sagt aus, dass in den Knoten weder Ladungen vernichtet noch zwischengespeichert werden.

- Die Maschenregel beschreibt die Erhaltung der elektrischen Energie in der Elektrostatik. Darin gilt, dass eine Ladung {\displaystyle Q} bei einem einmaligen Umlauf des Stromkreises insgesamt keine Arbeit am elektrischen Feld verrichtet. So bewegen sich in dem nebenstehenden einfachen Stromkreis die Ladungen innerhalb des Widerstandes mit dem elektrischen Feld, und innerhalb der Spannungsquelle bewegen sie sich dem Feld entgegen.

Die Maschenregel ist formal eine Schlussfolgerung aus dem Induktionsgesetz. Sie gilt nur für den Fall, dass innerhalb der Masche keine Änderung des magnetischen Flusses erfolgt ({\displaystyle \mathrm {d} \Phi /\mathrm {d} t=0}) und somit auch auf magnetischem Weg keine Energie in das Netzwerk eingespeist oder von dort entnommen wird. Bei Abwesenheit von magnetischen Wechselfeldern liefert das Induktionsgesetz
{\displaystyle \oint E\,\mathrm {d} s=-{\frac {\mathrm {d} \Phi }{\mathrm {d} t}}=0},
was exakt der Aussage der Maschenregel entspricht. Der Ausdruck {\displaystyle \oint E\,\mathrm {d} s} bezeichnet dabei die Umlaufspannung für einen Weg, der die Bauelemente umgeht, aber deren Pole enthält.
Bei der Anwendung der kirchhoffschen Gleichungen ist allgemein zu beachten, dass alle Verbindungen zwischen den einzelnen Stromkreiselementen als ideal leitend vorausgesetzt werden. Außerdem werden die Bauelemente als konzentrierte Bauelemente angesehen. Konzentrierte Bauelemente lassen sich in ihrem elektrischen Verhalten vollständig durch die an den Anschlüssen fließenden Ströme und außen anliegenden Spannungen beschreiben. Sollten in der zu untersuchenden Schaltung nicht konzentrierte Bauelemente vorkommen, so müssen diese durch Ersatzschaltungen konzentrierter Stromkreiselemente ersetzt werden.
Für praktische Anwendungen wurde die Darstellung der allgemeinen kirchhoffschen Regeln verschiedenartig modifiziert. So beschreibt unter anderem der im englischsprachigen Raum gebräuchliche Satz von Millman ein auf den kirchhoffschen Regeln basierendes Verfahren, um die Summenspannung von mehreren parallel geschalteten Spannungs- und Stromquellen zu ermitteln.

## Erfassung zeitveränderlicher externer Magnetfelder
Wenn durch die Maschen eines Netzwerks mit feldkapselnden passiven oder aktiven Elementen (z. B. Widerstände, Kondensatoren, Spulen, Dioden, Elektromotoren, Kraftwerksgeneratoren, elektrochemische Zellen, Thermoelemente, Photozellen usw.) externe (nicht durch die Ströme des Netzwerks erregte) zeitveränderliche Flüsse {\displaystyle \Phi (t)} treten, ist die Hauptvoraussetzung des Kirchhoff’schen Maschensatzes (nämlich {\displaystyle \mathrm {d} \Phi (t)/\mathrm {d} t=0}) verletzt. Dann gilt für eine Masche die mit dem Induktionsgesetz herleitbare Spannungsgleichung
{\displaystyle \sum \limits _{k=1}^{n}{}U_{k}=-{\frac {\mathrm {d} \Phi }{\mathrm {d} t}}}.
Die linke Seite der Gleichung ist genau wie oben (d. h. ohne äußeres Magnetfeld) mit den Klemmenspannungen der Elemente zu bilden. Dabei kann der Umlaufsinn der Summierung nicht mehr willkürlich gewählt werden, sondern ist rechtsschraubend mit der Bezugsrichtung des magnetischen Flusses zu orientieren.
Der Fall tritt z. B. bei geomagnetisch induzierten Strömen auf.